# Wahabi Nouri

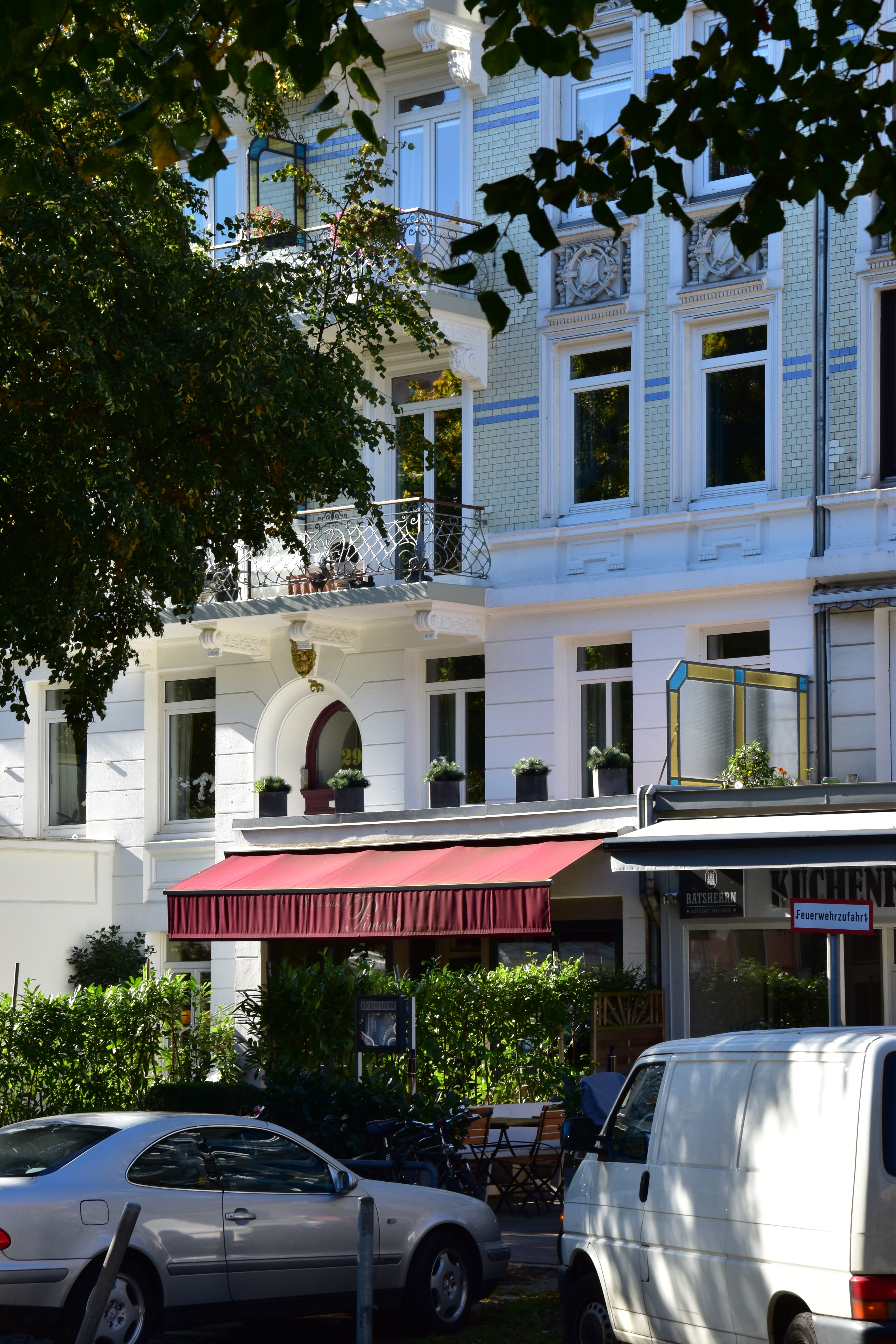
Wahabi Nouris Restaurant Piment in Hamburg-Hoheluft-Ost

Wahabi Nouri (* 22. Januar 1970 in Casablanca) ist ein deutscher Koch marokkanischer Herkunft.

## Werdegang
Nach der Ausbildung 1987 bis 1990 im Weingut Nack in Bischofsheim ging Nouri 1990 zum Bamberger Reiter in Berlin. 
Ab 1991 folgten zwei Drei-Sterne-Küchen, die Schwarzwaldstube bei Harald Wohlfahrt in Baiersbronn und 1992 das Restaurant Aubergine bei Eckart Witzigmann in München. 1993 wechselte er zum internationalen Caterer Kofler & Kompanie, wo er schließlich Küchenchef wurde.
Seit 2000 ist er Patron im Restaurant Piment im Hamburger Stadtteil Hoheluft-Ost, wo er seit 2001 mit einem Michelin-Stern ausgezeichnet wird.

## Auszeichnungen
- 2001 Michelin-Stern
- 2004 German Master Bocuse d’Or
- 2007 Sieger des Bernard Loiseau Festivals auf Mauritius
- 2010 „Koch des Jahres“ im Gault-Millau